# 健康器具
健康器具（けんこうきぐ）とは、使用することにより健康の増進や体型の維持向上が期待できると標榜されている器具（工業製品）の総称である。

## 概要
これに類する器具は、近年の健康ブームやフィットネスブームにより市場が拡大、広範囲な分野において商品が開発され、TVショッピングなどの通信販売やホームセンターなどで大量販売されている。多くの場合、継続した使用が難しいこと、ブームとなる期間が短いことが挙げられる。
ただ健康増進を目的とすると標榜された器具は古くからある。これらが運動機能の代用として機能するとうたわれ、スポーツ用品との境界は不鮮明な傾向も見られるものもある。しかし健康器具の多くでは器具に固有の体操方法を提供するものであったり、あるいは特定の身体機能へ働きかけるといった作用をし、その器具の介在なしにはできない体操や体機能への影響を謳う製品を指す傾向が強い。
他にも体操方法を提供したりするものの他に、マイナスイオン発生器や浄水器のような、生活環境を改善するといった触れ込みの製品も多く、健康ブームの陰で相当数のこれに酷似する製品も登場しているが、効果が無い模倣品、コピー商品の類や悪徳商法の横行など、様々な問題を含んでいる。
2020年、新型コロナウイルス感染症の拡大による外出自粛要請やスポーツジムの休業の影響で、ヨガマット、トランポリン、ダンベル、サンドバッグなどと言った健康器具やトレーニング用具の需要が高まり、売上が増加した。

## 日本における医療機器との関係性
いわゆる健康器具には、主に以下の3つに分類される。
1. 人体に影響を及ぼすことにより健康の増進・維持を意図しているもの
2. 運動機能の代用として用いられ、運動の結果として健康の増進・維持に資することを意図しているもの（運動機能代用器）
3. 1, 2いずれでもないが、健康の増進・維持を標榜しているもの

1は医薬品医療機器等法に基づいて医療機器に該当する。例としては、遠赤外線による人体への効果を謳う温熱機器などがある。2は、エアロバイクや、腹部などに巻いて筋肉や脂肪等に振動を与える機器などがある。2及び3は、医薬品医療機器等法で規定する医療機器とは異なり、身体の構造や機能に影響を及ぼすことはできず、その効能効果を謳うこともできない。また、身体の構造や機能への影響を意図したものは、たとえ「健康器具」を標榜していても、医薬品医療機器等法によって医療機器に該当するため、医療機器としての承認、認証を得ずもしくは届出を行っていなければ未承認医療機器という扱いになり、その製造販売業者は医薬品医療機器等法違反に問われる。
効能を謳えないはずの健康器具であるが、特にcについては、バイブル商法などといった抜け穴を使ったり、あるいは「消費者の声」と称したメッセージを流すことで間接的に効能を謳う製品は少なからず存在しており、消費者側からは期待された効果が見られなかったり、あるいは何らかの健康被害を受けて、しばしば国民生活センターなど消費者保護団体などに相談も寄せられている。

## 使用上の問題点
いわゆる健康器具というのは一般にそう呼ばれているものに過ぎず、運動機能や健康増進などの効能効果を客観的に保証する公的プロセスは存在せず、いわゆる健康器具の品質は、業者が自ら謳っているにすぎない。このため、なかには粗悪な商品もあり、標榜する運動機能代用効果が全くなかったり、使用を通じて健康を害したりするものもある。健康被害や虚偽の効能効果の標榜、悪質な販売方法等が消費生活センター等に報告されることを契機として社会的な問題になることもあるが、健康器具により被害を受けても、行政などの公権力が効果を確認しているものではなく、製造物責任法に基づき訴訟を提起するとしても訴訟コストがかかることから、消費者側が泣き寝入りするケースもある。
人気のある健康器具の場合、粗悪なコピー商品が出回ることがあるが、これらの多くはオリジナルの製品よりも品質が劣ったり、あるいは同等品のように見せかけながらも、まったく同じとは言えずに安全面で問題のある構造をしている製品すら見られる。これら粗悪なコピー商品の多くはオリジナル商品よりも安価に出回ってはいるが通信販売やバッタ屋を介するなど流通経路が複雑であるなどしており、問題発生時に責任追及が難しい傾向も見られる。

## マルチ商法などの素材
微弱電流や磁気を用いた健康器具は、総じて高額な商品となる一方、競合製品が少なく市場価格が類推しにくいことから、マルチ商法の素材として用いられることが多い。この場合、期待できる効果に見合う金額ではない傾向が強く、注意が必要である。
また、商品購入の勧誘に当たっては、医薬品医療機器等法に違反する説明が行われることも多く社会的な問題になることもある。これらではディストリビューターや末端の販売員自体が医薬品医療機器等法などの面で正しい理解があるとは言えず、平気で「効能」を謳ってしまうなどの問題行動も見られ、またマルチ商法の商品提供元もきちんと末端まで教育しているとは言いがたい。
こういったケースではマルチ商法全般に言えることではあるが、末端の販売員に非難が集中して当人の社会的信用が下落するなど副次被害を発生させる傾向すら見られる。

## 日本で流行した健康器具
- ぶらさがり健康器
- ルームランナー
- スタイリー
- ブルワーカー
- ボディブレード
- EMS（微弱電流）を用いた運動器具
- ゲルマニウムブレスレッド
- 睡眠学習器
- ストレッチポール
- フレックスクッション